# Девід Гулд
Девід Л. Гулд (англ. David L. Gould; 9 січня 1873, Ґалстон — 25 січня 1939) — американський футболіст, що грав на позиції півзахисника. По завершенні ігрової кар'єри — тренер і арбітр.

## Ігрова кар'єра
У футболі дебютував виступами за команду «Джон Манц». Згодом грав у «Тіслс», «Бритіш-Американс» і «Іглз».

## Кар'єра тренера
Розпочав тренерську кар'єру, очоливши футбольну команду Пенсильванського університету.
Останнім місцем тренерської роботи була збірна США, головним тренером команди якого Девід Гулд був протягом 1934 року. Керував командою у двобоях з Мексикою (4-2) у відборі на ЧС-1934 і на чемпіонаті світу 1934 року в Італії з господарями (1-7).

## Кар'єра арбітра
На додаток до своєї ігрової та тренерській кар'єрі, Гулд також протягом декількох десятиліть працював суддею. 30 жовтня 1926 він був лайнсменом на міжнародному матчі США і Канади. Гулд працював президентом Ради суддівських експертиз і Асоціації суддів.